# Albula nemoptera
Albula nemoptera – gatunek ryby z rodziny albulowatych.

## Występowanie
Zachodni Atlantyk od Florydy do Brazylii. Występuje na głębokości do 50 metrów.